# 트리송데첸
트리송데첸(ཁྲི་སྲོང་ལྡེ་བཙན, Khri-sRong lDe-bTsan, Trisong Detsen, Chisong Dêzän, 742년 ~ 797년)은 토번의 제38대 첸포(재위: 756년 ~ 797년)이다.

## 치적
트리송 데첸은 토번에 불교를 도입하는 데 중요한 역할을 하였다. 전승에 따르면 트리송 데첸은 인도의 승원장 샨타라크시타(Shantarakshita)와 성자 파드마삼바바(Padmasambhava)를 토번에 불러들여 법보를 전하게 하였으며, 여기에서 최초의 완전한 형태의 티베트 불교 종파가 태어났다. 샨타라크시타와 파드마삼바바는 토번 최초의 불교 사원인 삼예(Samye) 사원을 설립했으며, 산스크리트어로 쓰인 불교 경전을 티베트어로 번역하는 작업을 시작하였다. 792년에서 794년까지 2년간 트리송 데첸은 중국의 선종의 승려 마하연(摩訶衍 · Moheyan)과 샨타라크시타(寂護 · 적호 · Santaraksita)의 제자 카말라실라(Kamalashila)가 각각 중국의 대승불교와 인도의 대승불교의 입장을 대변하는 논쟁을 벌이도록 하였다. 여기에서 트리송 데첸은 카말라실라가 대변한 인도의 대승불교를 참 가르침으로 인정하게 되었다.

## 당시의토번
트리송 데첸 시대 토번은 694년 투르케스탄의 여러 성을 잃고 703년에는 네팔에서 반란이 잃어나 트리송 데첸이 즉위할 당시 토번은 쇠퇴의 기미를 보이고 있었다. 그러나 763년 트리송 데첸이 북쪽으로부터의 당의 압력에 맞서 내보낸 20만 병력은 국경의 당군을 무찌른 뒤 당시 당의 수도인 장안(長安)까지 며칠 간 점령, 당시 황제인 대종(代宗)이 대피해야 했다. 며칠 지나지 않아 당군은 장안을 수복했지만 이는 토번이 안록산의 반란으로 혼돈기를 맞은 당을 충분히 위협할 강대국임을 보여준 것이었다. 783년 당과 토번 사이에 협정이 맺어져 현재 중국의 칭하이성인 코코노르(Kokonor) 지방 영토를 모두 토번이 차지한다. 트리송 데첸은 778년 타이족의 나라인 남조국(南詔)의 이몹순(Imobsun) 왕과도 손을 잡아 당의 사천 일대를 공격했다.
트리송 데첸은 서쪽으로도 영토 확장을 추진해 아무다리아 강(Amu Darya)에 이르렀다. 그러자 압바스 왕조의 5대 칼리파 하룬 알라시드(Harun al-Rashid)는 위협을 느껴 당과 동맹을 맺었는데, 이 동맹으로 토번의 중동 장악에는 제동이 걸리게 되었다. 트리송 데첸의 나머지 재위 기간 동안 토번은 서부의 아랍 전쟁에 집중하여 동쪽의 당나라는 위기를 벗어나게 되었다.
| 전임 치데죽짼 | 제38대 토번국 첸포 755년 - 797년 | 후임 무네짼뽀 |